# بخش الانجی
بخش الانجی (به اسپانیایی: Alanje District) یک سکونتگاه مسکونی در پاناما است که در Chiriquí Province واقع شده‌است.

## خصوصیات
بخش الانجی ۴۴۷ کیلومترمربع مساحت و ۱۵٬۴۹۷ نفر جمعیت دارد.